# Limes Saxoniae

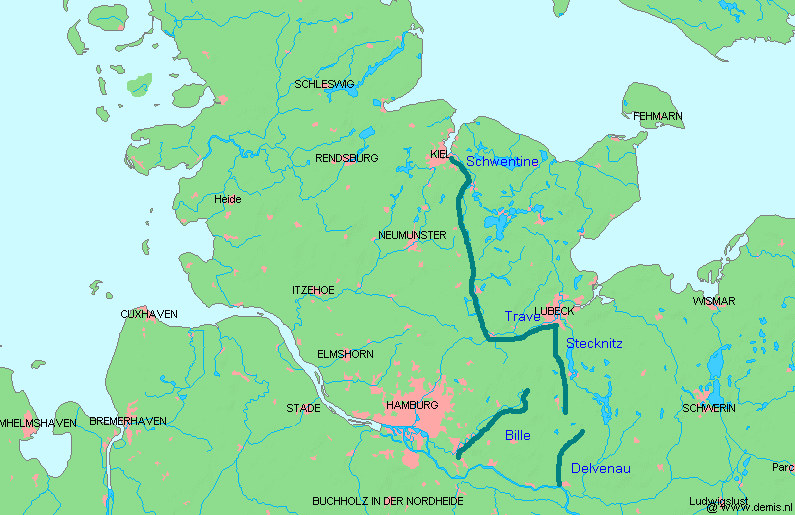
Le Limes Saxoniae.

Le Limes Saxoniae (en latin : « limite de la Saxe »), également connu sous le nom de Limes Saxonicus ou Sachsenwall (« digue saxonne »), était un limes (frontière non fortifiée) marquant la limite entre les Saxons germaniques et les Obotrites slaves, établie vers 810 dans l'actuel Schleswig-Holstein en Allemagne.

## Histoire

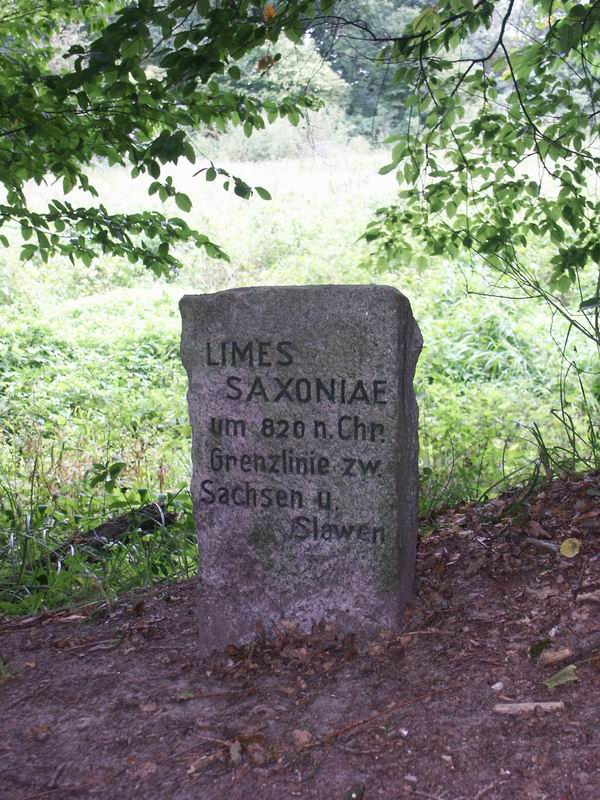
Monument moderne dédié au Limes Saxoniae près de Hornbek.

Après que Charlemagne eut chassé les Saxons de certaines de leurs terres et les eut données aux Obotrites (qui étaient ses alliés), lors des guerres saxonnes, il signa en 811 le traité de Heiligen avec les Danois voisins et parvint en même temps à un accord frontalier avec les Polabes à l'est. Cette frontière ne doit cependant pas être considérée comme une ligne fortifiée, mais plutôt comme une ligne définie traversant le milieu de la zone frontalière, une zone de tourbière et de forêt dense difficile à traverser. Selon la description qu'en livre Adam de Brême dans la Gesta Hammaburgensis ecclesiae pontificum vers 1075, le Limes s'étendait de l'Elbe, près de Boizenburg, vers le nord, le long de la rivière Bille jusqu'à l'embouchure de la Schwentine au fjord de Kiel et à la mer Baltique.
Elle fut franchie à plusieurs reprises par les Obotrites (en 983 et 1086) et Mieszko II Lambert de Pologne (1028 et 1030). Le Limes fut dissous durant la première phase de l'Ostsiedlung, lorsque le comte Henri de Badewide (en) fit campagne dans les terres wagriennes en 1138/39 et que la population slave fut germanisée par des colons allemands, principalement saxons.